# Acacia quinquenervia
Acacia quinquenervia é uma espécie de leguminosa do gênero Acacia, pertencente à família Fabaceae.